# 小舌浊塞擦音
浊小舌塞擦音是一种罕见的辅音，用在某些口语中。国际音标中表示此音的符号是⟨ɢ͡ʁ⟩或⟨ɢ͜ʁ⟩。连接符也可省略，写作⟨ɢʁ⟩。

## 特征
浊小舌塞擦音的特征有：
- 調音方法屬於塞擦音，調音時先阻礙空氣在聲腔流動，再形成狹窄通道讓氣流通過發生湍流來調音。
- 調音部位是小舌，即是以舌根部位抵住小舌調音。

- 發聲類型是濁音，意味着發音時聲帶顫動。

- 本輔音是口腔輔音（口音），表示調音時空氣只從口裡流出。
- 本輔音為中央輔音，調音時氣流在口腔的中央流過舌面，而不從兩側流過。
- 氣流機制是肺部氣流，即由肺與橫膈膜驱动空气。

## 见于

### 小舌音
| 语言     | 词汇  | IPA      | 含义 | 注释                           |
| -------- | ----- | -------- | ---- | ------------------------------ |
| 埃卡利语 | gaati | [ɢ͡ʁaːti] | 十   | 软腭边音[ɡ͡ʟ]在前元音前的变体。 |